# .22 Long Rifle

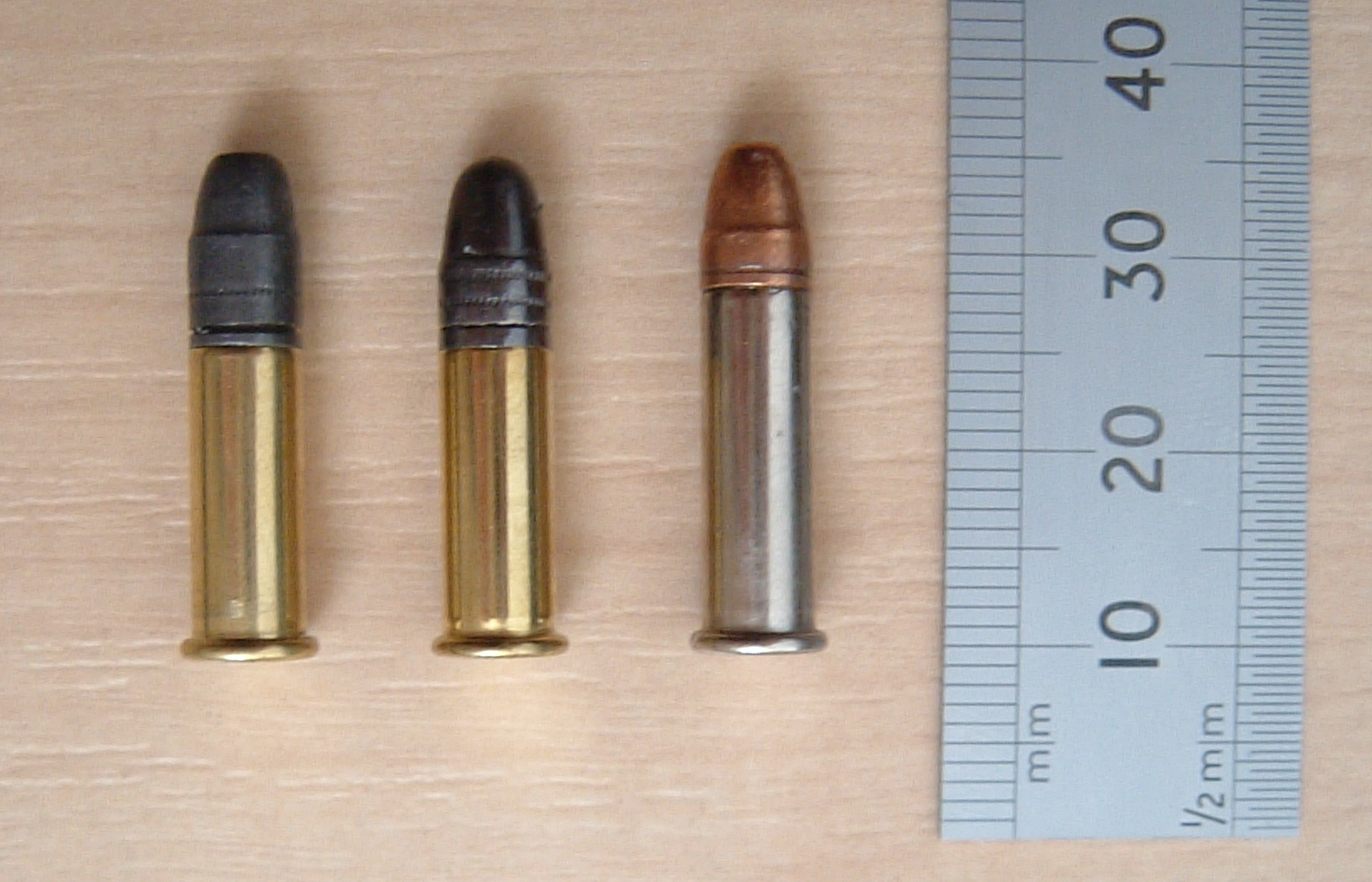
Různá provedení náboje .22 LR

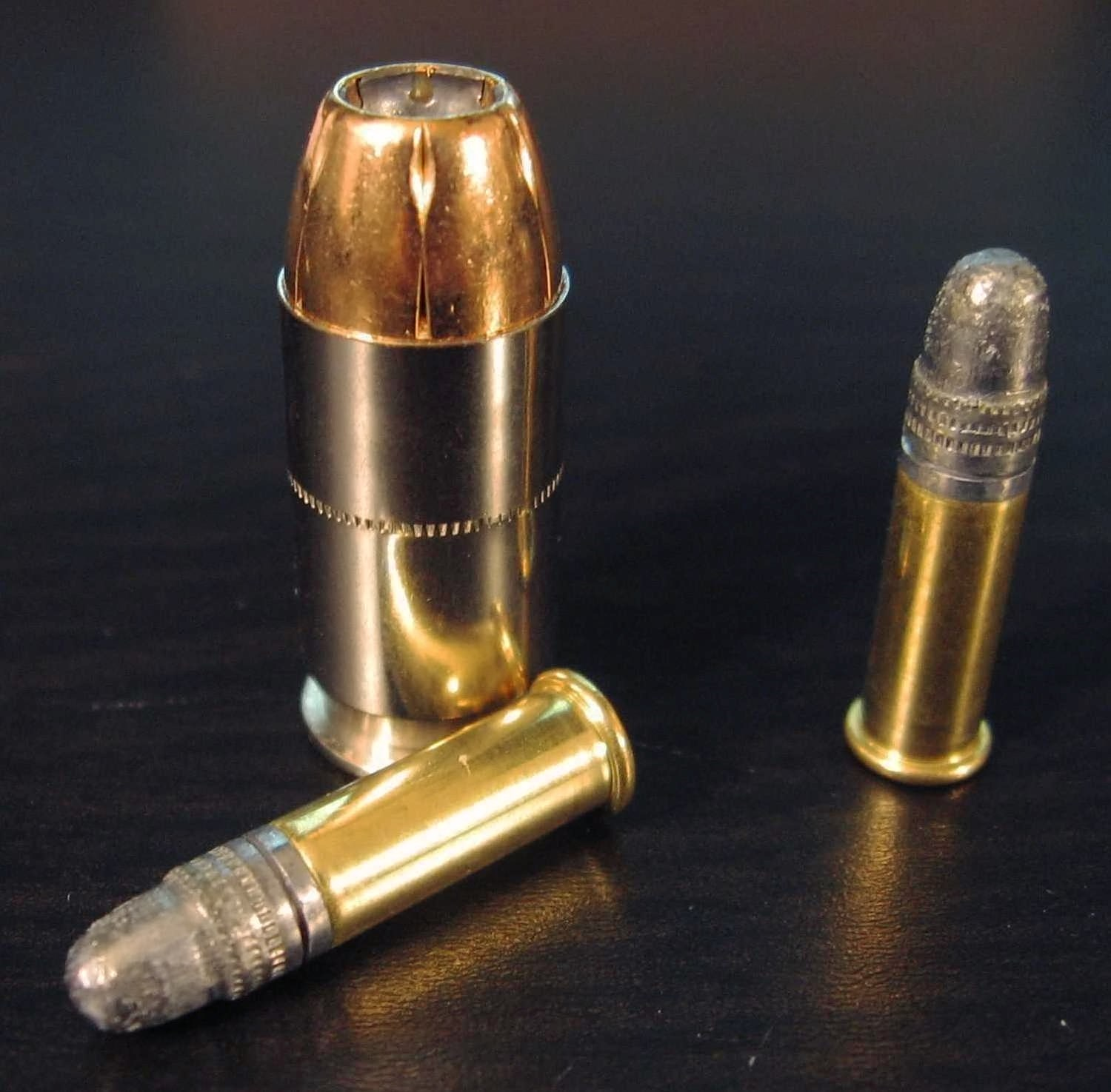
Dva náboje .22 LR v porovnání s nábojem .45 ACP

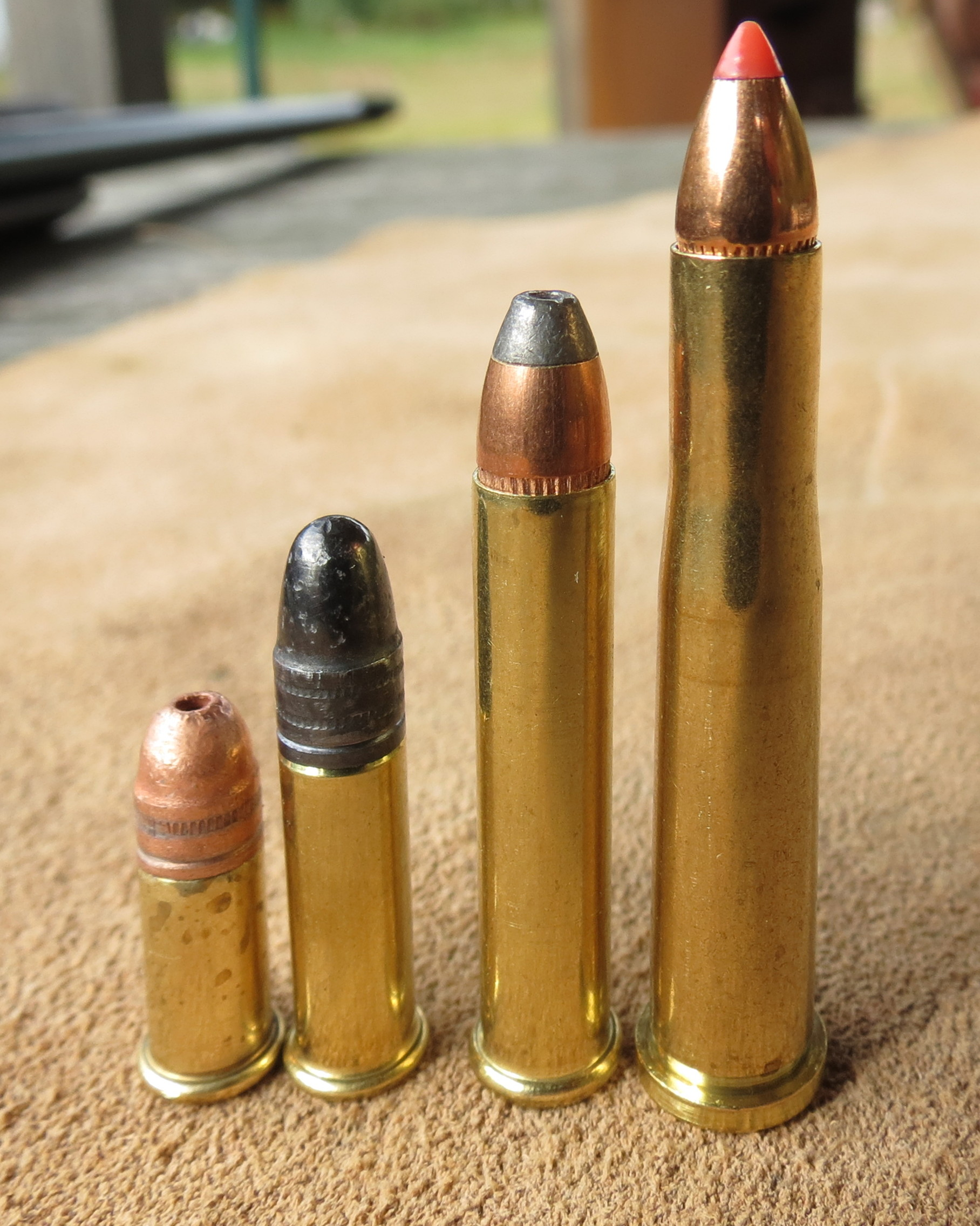
.22 Short, .22 LR, .22 Winchester Magnum a .22 Hornet

.22 Long Rifle (metrické označení: 5,6×15mmR) je původně černoprachý náboj z roku 1887. Střely těchto nábojů bývají olověné, olověné s galvanickým poměděním, s expanzní dutinou pro lovecké účely a jsou známy též střely se stopovkou, tzv. tracer. Mimoto existují i střely hromadné s broky v plastovém kontejneru, nebo v prodloužené nábojnici, uzavřené do hvězdice. Co se týče počtu prodaných kusů, jedná se o nejpoužívanější náboj s okrajovým zápalem na světě vůbec. Pro tento náboj bylo a je komorováno velké množství zbraní, jak pistolí, tak revolverů a pušek. Dá se víceméně říct, že každý nadnárodní výrobce zbraní má ve svém výrobním programu nějakou zbraň komorovanou na tento náboj.
Nízká cena, minimální zpětný ráz a relativně nízký hluk jsou to, co dělá tento náboj ideálním nábojem pro rekreační střelbu. Tento náboj se standardně prodává ve větším balení, zpravidla po 50 kusech.
Náboj .22 LR je k dispozici v široké škále variant a ve velmi širokém cenovém rozpětí. Váha střely se pohybuje od 30 do 60 grainů (1,9-3,9g) a úsťová rychlost střely od 110 do 530 m/s. Ceny nábojů se standardně pohybují od cca 1,90 koruny za kus do cca 20 korun za kus u nejkvalitnější terčové munice. Pro srovnání, náboj 9 mm Luger, který je považován za nejlevnější pistolový náboj, stojí od cca 6,9 Kč/kus.

## Výkon
Náboj .22 LR má efektivní dostřel 150 m, přičemž jeho výkon bývá mnohými neprávem podceňován, ačkoliv dokáže způsobit smrtelné zranění i na vzdálenost 300 metrů (náboj HV). Na vzdálenost více než 150 m však dochází z hlediska vnější balistiky k velkému propadu střely, který se při míření jen těžko kompenzuje. Přesnost je dobrá, ale nikoli výjimečná.
Co se týče trajektorie střely, v 50 yardech dochází k vzestupu 2,7", ve 100 yardech 0" a v 150 yardech k propadu 10,8".
Jako lovecký náboj se používá při likvidaci škodné jako jsou např. krysy, veverky apod.

## Varianty
Existuje velké množství variant tohoto náboje. Podle rychlosti je možno je rozdělit do 4 skupin:
- subsonické (podzvukové) - s rychlostí menší než je rychlost zvuku, zejména pro zbraně s tlumičem hluku výstřelu.
- standardní - cca 350 m/s
- high-velocity (HV) (vysokorychlostní) - mají větší úsťovou rychlost a tím pádem i větší energii a působí větší zpětný ráz, díky tomu jsou vhodnější pro samonabíjecí zbraně. Jejich střela je často o trochu lehčí než u standardního typu. Je vhodné tuto variantu používat pouze u zbraní, které jsou k tomu určené, jinak se snižuje její životnost[zdroj?]. Často se tato varianta používá pro nošení zbraně k účelům sebeobrany, ale k cvičným střelbám se používá standardní munice.
- hyper-velocity (nebo také ultra-velocity) - jako předchozí, ale s vyšší úsťovou rychlostí 425–550 m/s.

Úsťové rychlosti jsou velmi závislé na mnoha faktorech. Zejména to je délka hlavně. Výše uvedené rychlosti jsou „typické“ rychlosti.

## Specifikace
Standardní rozměry jsou:
- Délka nábojnice: 15 mm (0.595")
- Průměr nábojnice: 5,71 mm (.225")
- Průměr střely: 5,58 mm (.224")
- Celková délka náboje: 25 mm (.985")